# Mark Westaby

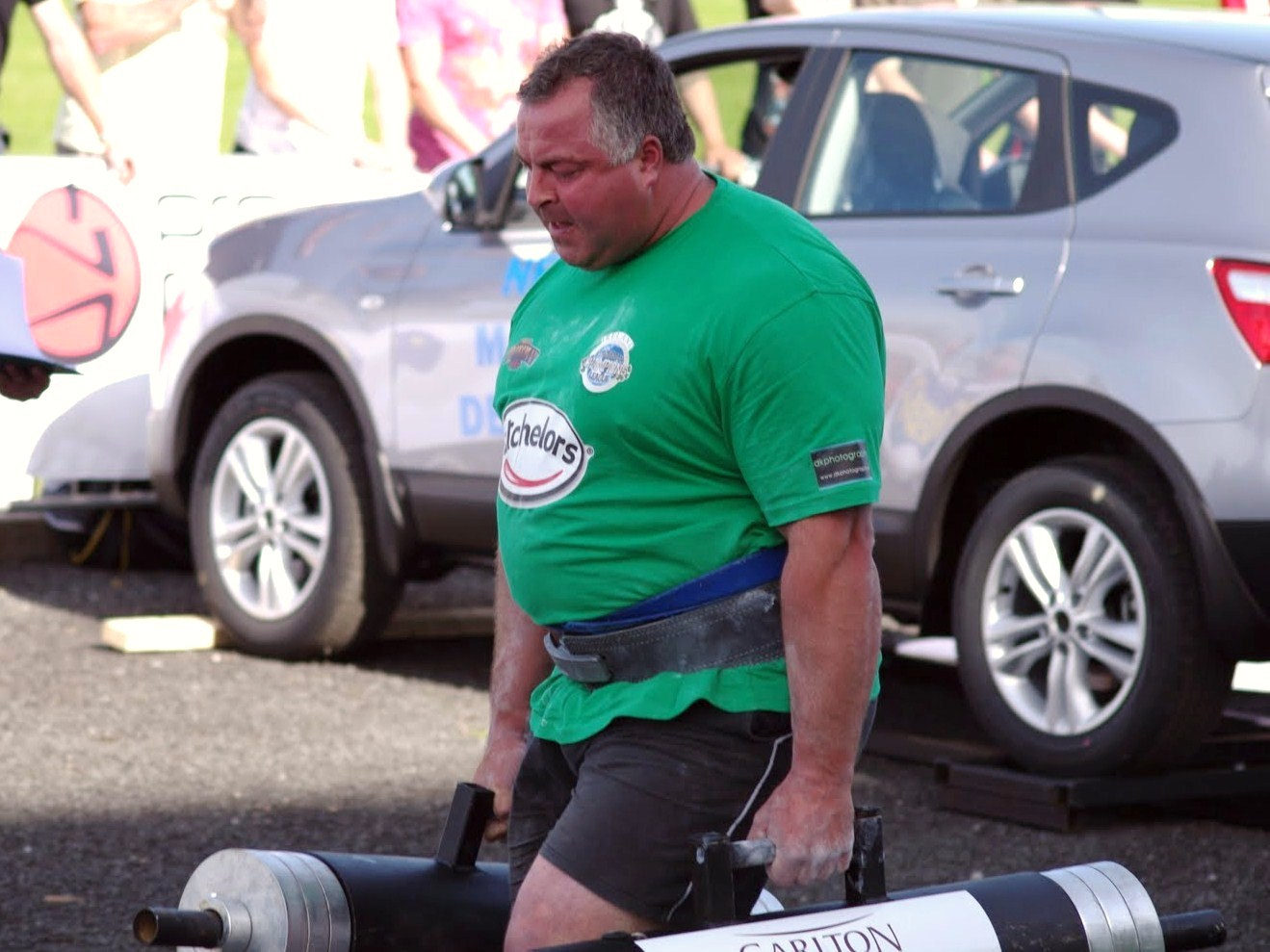
Mark Westaby w Spacerze farmera

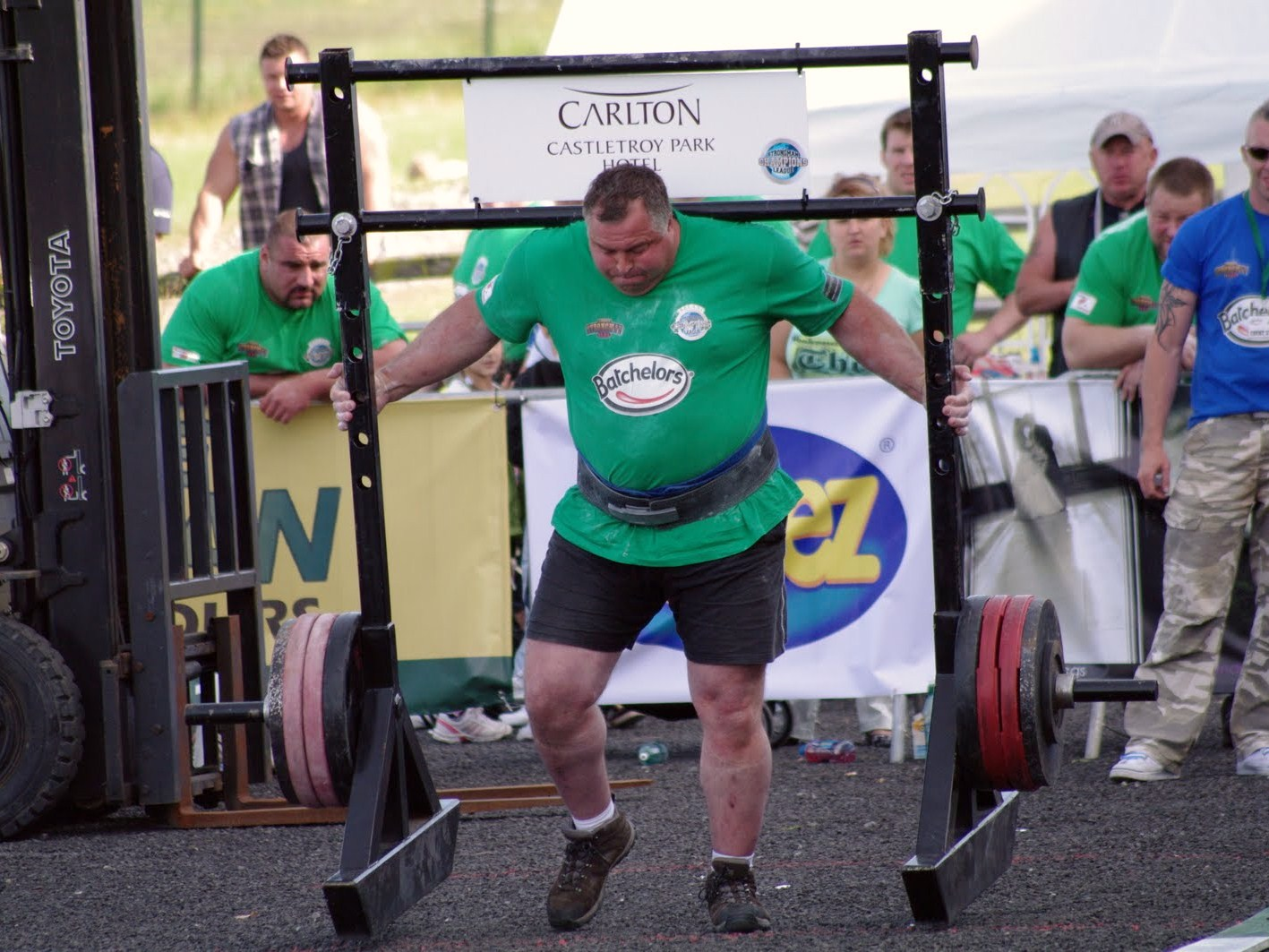
Mark Westaby w Spacerze buszmena

Mark Westaby (ur. 17 kwietnia 1965 w Healaugh) – angielski strongman.

## Życiorys
Mark Westaby urodził się w Healaugh, w hrabstwie North Yorkshire.
Wziął udział w Mistrzostwach Świata Strongman 2007 i Mistrzostwach Świata Strongman 2010, jednak w obu nie zakwalifikował się do finału.
Wykonuje zawód rolnika.
Wymiary:
- wzrost 194 cm
- waga 166 kg
- biceps 54 cm
- klatka piersiowa 153 cm
- talia 112 cm

## Osiągnięcia strongman
- 2007
  - 9. miejsce - Mistrzostwa Europy IFSA Strongman 2007
- 2008
  - 5. miejsce - Mistrzostwa Wielkiej Brytanii Strongman 2008
- 2009
  - 2. miejsce - Mistrzostwa Anglii Strongman[5]
  - 3. miejsce - Mistrzostwa Zjednoczonego Królestwa Strongman
  - 5. miejsce - Winter Giants 2009, Anglia[6]